# Шиндельхольц, Жан-Клод
Жан-Клод Шиндельхо́льц (нем. Jean-Claude Schindelholz; род. 11 октября 1940, Мутье) — швейцарский футболист, игравший на позиции нападающего. Участник чемпионата мира 1966 года.

## Биография

### Клубная карьера
Шиндельхольц начал карьеру в клубе «Мутье», за который играл четыре сезона.
В 1962 году перешёл в «Серветт», в котором отыграл 9 сезонов, выиграв в 1971 году в составе этой команды Кубок Швейцарии. Его последним клубом в карьере стал «Веве», в котором он завершил карьеру в 1973 году в возрасте 32 лет.

### Карьера в сборной
В составе сборной Швейцарии сыграл в одном матче на чемпионате мира 1966 года со сборной ФРГ (0:5). Всего за сборную Швейцарии сыграл 13 матчей, в которых забил 1 гол.

## Достижения
«Серветт»
- Обладатель Кубка Швейцарии (1): 1970/71